# Diploderma
Diploderma is een geslacht van hagedissen uit de familie agamen (Agamidae). 

## Naam en indeling
De wetenschappelijke naam van de groep werd voor het eerst voorgesteld door Edward Hallowell in 1861. Veel soorten zijn in 2018 afgesplitst van het geslacht Japalura op basis van nieuwe inzichten. De literatuur is daardoor niet altijd eenduidig over de wetenschappelijke naam van een aantal soorten. 
Er zijn 25 soorten, inclusief een aantal zeer recentelijk beschreven soorten zoals Diploderma drukdaypo uit 2019. 

## Uiterlijke kenmerken
De lichaamskleur is overwegend groen tot grijs. Veel soorten hebben een slanke lichaamsbouw maar zijn door hun grote en stompe kop makkelijk als agamen te herkennen.

## Verspreiding en habitat
De soorten komen voor in delen van Azië en leven in de landen China, Japan, Myanmar, Taiwan, Tibet, Thailand en Vietnam.
De habitat bestaat overwegend uit tropische en subtropische bossen. 

## Soorten
Het geslacht omvat de volgende soorten, met de auteur en het verspreidingsgebied.
| Naam                       | Auteur                                       | Verspreidingsgebied                  |
| -------------------------- | -------------------------------------------- | ------------------------------------ |
| Diploderma batangensis     | Li, Deng, Wu & Wang, 2001                    | China                                |
| Diploderma brevicauda      | Manthey, Denzer, Hou & Wang, 2012            | China                                |
| Diploderma brevipes        | Gressitt, 1936                               | Taiwan                               |
| Diploderma chapaense       | Bourret, 1937                                | Vietnam                              |
| Diploderma drukdaypo       | Wang, Ren, Jiang, Zou, Wu, Che & Siler, 2019 | China                                |
| Diploderma dymondi         | Boulenger, 1906                              | China                                |
| Diploderma fasciata        | Mertens, 1926                                | China                                |
| Diploderma flaviceps       | Barbour & Dunn, 1919                         | China                                |
| Diploderma grahami         | Stejneger, 1924                              | China                                |
| Diploderma hamptoni        | Smith, 1935                                  | Myanmar                              |
| Diploderma iadinum         | Wang, Jiang Siler & Che, 2016                | China                                |
| Diploderma laeviventre     | Wang, Jiang Siler & Che, 2016                | China                                |
| Diploderma luei            | Ota, Chen & Shang, 1998                      | Taiwan                               |
| Diploderma makii           | Ota, 1989                                    | Taiwan                               |
| Diploderma micangshanensis | Song, 1987                                   | China                                |
| Diploderma ngoclinensis    | Ananjeva, Orlov & Nguyen, 2017               | Vietnam                              |
| Diploderma polygonatum     | Hallowell, 1861                              | China, Japan                         |
| Diploderma slowinskii      | Rao, Vindum, Ma, Fu & Wilkinson, 2017        | China                                |
| Diploderma splendidum      | Barbour & Dunn, 1919                         | China, Tibet                         |
| Diploderma swinhonis       | Günther, 1864                                | Taiwan                               |
| Diploderma varcoae         | Boulenger, 1918                              | China                                |
| Diploderma vela            | Wang, Jiang, Pan, Hou, Siler & Che, 2015     | China                                |
| Diploderma yulongense      | Manthey, Denzer, Hou & Wang, 2012            | China                                |
| Diploderma yunnanense      | Anderson, 1878                               | China, Myanmar, mogelijk in Thailand |
| Diploderma zhaoermii       | Goa & Hou, 2002                              | China                                |